# Bernd Mudra
Bernd Mudra (* 11. September 1956 in Forst (Lausitz); † 13. Januar 2024) war ein deutscher Fußballspieler im Sturm. Er spielte für den FC Vorwärts Frankfurt (Oder) und die BSG Energie Cottbus in der DDR-Oberliga.

## Karriere
Bernd Mudra spielte in seiner Jugend von 1963 bis 1970 bei seinem Heimatverein BSG Motor Forst. Danach wechselte er in die Jugendabteilung der BSG Energie Cottbus und schließlich in die erste Mannschaft. Für diese spielte er in der zweitklassigen DDR-Liga in der Saison 1974/75 zweimal und nahm an der erfolgreichen Aufstiegsrunde mit vier Spielen und zwei Toren teil. 1975/76 verpasste Mudra nur ein Ligaspiel und schoss zwei Tore in den 25 Spielen. Sein Debüt feierte er bereits am 1. Spieltag, als er am 23. August 1975 beim 1:1-Unentschieden gegen die BSG Sachsenring Zwickau in der Startelf stand. Nach dem direkten Wiederabstieg kam Mudra 1976/77 immerhin noch in 17 Spielen zum Einsatz. In diesen erzielte er fünf Treffer. Nach der Saison verließ er die BSG und schloss sich dem Oberligisten FC Vorwärts Frankfurt (Oder) an, für den er in seiner ersten Saison sechsmal spielte. Mudras erstes Spiel fand am 13. August 1977 gegen den FC Karl-Marx-Stadt statt, das man mit 3:1 verlor. Nach Abstieg und direktem Wiederaufstieg in die Oberliga absolvierte er abermals sechs Partien für Frankfurt. 1980 kehrte Mudra zurück zur BSG Energie Cottbus, für die er in der Saison 1979/80 noch acht Ligaspiele absolvierte. Nach einer weiteren Spielzeit, in der er fünf Tore in 17 Spielen erzielte, gelang ihm mit Cottbus abermals der Aufstieg. 1981/82 wurde Mudra noch 13 Mal eingesetzt, aber bereits mehrfach ein- oder ausgewechselt. In der folgenden DDR-Liga-Saison kam er auf 17 Spiele und zwei Tore. 1983 wechselte Mudra zur BSG Chemie Döbern und 1984 zur BSG Fortschritt Cottbus, bevor er 1986 seine Karriere dort beendete.
Von 1986 bis 1987 wirkte Mudra als Trainer beim SV Einheit Drebkau.